# Chiron senegalensis
Chiron senegalensis är en skalbaggsart som beskrevs av Hope 1845. Chiron senegalensis ingår i släktet Chiron och familjen bladhorningar. Inga underarter finns listade i Catalogue of Life.